# Desa Hargorejo (administrativ by i Indonesien, lat -7,82, long 110,05)
Desa Hargorejo är en administrativ by i Indonesien.   Den ligger i provinsen Jawa Tengah, i den västra delen av landet, 400 km sydost om huvudstaden Jakarta.